# Spidercide
Spidercide est un super-vilain de l'univers de Marvel Comics. Créé par le scénariste Tom DeFalco et le dessinateur Sal Buscema, le personnage de fiction apparaît pour la première fois dans le comic book Spectacular Spider-Man #222 de mars 1995. Il est connu pour être un clone de Peter Parker / Spider-Man.

## Biographie du personnage
Durant la Saga du Clone, en plus de Ben Reilly et de Kaine, un troisième clone de Spider-Man a été introduit : Spidercide. Ce clone croyait être le vrai Peter Parker et il est mort durant un combat avec Spider-Man, Ben et Kaine. Scrier a récupéré les restants de Spidercide et l'a ressuscité en lui donnant des pouvoirs de métamorphe. Par la suite, il a servi le Chacal, mais sa loyauté était envers Scrier. Plus tard, il blesse mortellement Kaine en empalant son ventre. Ben Reilly, furieux après lui, le ligota sur une ligne de haute tension et il fut mortellement électrocuté. Mais ces nouveaux pouvoirs lui ont permis de survivre. Spidercide finit par trahir le Chacal en envoyant des copies de toutes les informations et les recherches de celui-ci à Scrier. Le Chacal a rapidement découvert la trahison et il tenta de le tuer en le jetant en bas de l'immeuble du Daily Bugle. Spidercide a survécu à la chute, mais il fut placé dans un état de paralysie par la police pour l'empêcher de recommencer ses crimes. Spidercide n'a jamais été revu par la suite.

## Pouvoirs et capacités
Spidercide possède tous les pouvoirs de Spider-Man. En plus, il a la capacité de se transformer en forme liquide et de changer la grandeur de son corps. À cause de cela, son corps est extrêmement résistant, il est capable de régénérer des blessures mortelles. Comme tous les clones de Spider-Man, Spidercide n'active pas le "sens d'araignée" de Spider-Man lorsqu'il est à proximité.